# Márcio Teles
Márcio Teles, född 27 januari 1994, är en friidrottare från Brasilien. Han deltog vid olympiska sommarspelen 2016 och olympiska sommarspelen 2020.